# Hwanggŭmp’yŏng
| Chinesische Bezeichnung   | Chinesische Bezeichnung |
| ------------------------- | ----------------------- |
| Traditionell:             | 黃金坪島                |
| Vereinfacht:              | 黄金坪岛                |
| Pinyin:                   | Huángjīnpíng Dǎo        |
| Wade-Giles:               | Huang-chin-p’ing Tao    |
| Koreanische Bezeichnung   |                         |
| koreanisches Alphabet:    | 황금평                  |
| chinesische Zeichen:      | 黃金坪                  |
| Revidierte Romanisierung: | Hwanggeumpyeong         |
| McCune-Reischauer:        | Hwanggŭmp’yŏng          |

Hwanggŭmp’yŏng ist eine Insel im Fluss Yalu/Amrok an der Grenze zwischen Nordkorea und der Volksrepublik China. Sie hat eine Fläche von 11,45 Quadratkilometern und gehört zur nordkoreanischen Provinz P’yŏngan-pukto.

## Lage
Hwanggŭmp’yŏng gehört gemeinsam mit Pidan-sŏm (비단섬 緋緞島), Saho-sŏm (서호섬 西湖島) und anderen Inseln zur Inselgruppe Sin-dogun (신도군 薪島郡), dem am weitesten westlich gelegenen Teil Koreas.
Hwanggŭmp’yŏng ist gemäß dem Grenzvertrag von 1962 koreanisches Territorium, obwohl die Insel näher am chinesischen Ufer des Flusses liegt, da sie von Koreanern bewohnt ist.

## Freihandelszone
Nach einem Abkommen zwischen Nordkorea und China im Juni 2011 wurde auf den Inseln Hwanggŭmp’yŏng und Wihwa und im chinesischen Grenzgebiet bei Dandong eine gemeinsame Sonderwirtschaftszone eingerichtet. 2013 waren die entsprechenden Arbeiten abgeschlossen und eine Fläche von mehr als 120 Hektar soll ab 2015 als Freihandelszone fungieren.